# Теорема на Ърншоу
Теоремата на Ърншоу гласи, че съвкупността от точкови заряди (в пространството) не би могла да бъде устойчива комбинация (да бъде в равновесие – заредените частици ще се събират или отблъскват, но в края на краищата ще се разлетят), ако единствено електростатично взаимодействие въздейства върху зарядите.
Теоремата е доказана за първи път през 1842 година от Самюел Ърншоу. Често се използва за магнитни полета, въпреки че първоначално е използвана за електростатични полета. В действителност може да се обобщи за всички случаи на сили пропорционални на 1/r2 (такива сили са свързани с различни полета – електрично, магнитно или гравитационно).
|  | Тази страница частично или изцяло представлява превод на страницата Théorème d'Earnshaw в Уикипедия на френски. Оригиналният текст, както и този превод, са защитени от Лиценза „Криейтив Комънс – Признание – Споделяне на споделеното“, а за съдържание, създадено преди юни 2009 година – от Лиценза за свободна документация на ГНУ. Прегледайте историята на редакциите на оригиналната страница, както и на преводната страница, за да видите списъка на съавторите. ВАЖНО: Този шаблон се отнася единствено до авторските права върху съдържанието на статията. Добавянето му не отменя изискването да се посочват конкретни източници на твърденията, които да бъдат благонадеждни. |

|  | Тази страница частично или изцяло представлява превод на страницата Earnshaw's theorem в Уикипедия на английски. Оригиналният текст, както и този превод, са защитени от Лиценза „Криейтив Комънс – Признание – Споделяне на споделеното“, а за съдържание, създадено преди юни 2009 година – от Лиценза за свободна документация на ГНУ. Прегледайте историята на редакциите на оригиналната страница, както и на преводната страница, за да видите списъка на съавторите. ВАЖНО: Този шаблон се отнася единствено до авторските права върху съдържанието на статията. Добавянето му не отменя изискването да се посочват конкретни източници на твърденията, които да бъдат благонадеждни. |